# 孝昌公主
孝昌公主（?—?），唐朝公主，是中国唐朝第六代皇帝唐玄宗李隆基的第三女。她的生母不详，史书仅仅记载了她的封号孝昌公主，孝昌公主没到适婚年龄，就已经去世。